# Melkus 63
Melkus 63 – samochód wyścigowy projektu i konstrukcji Melkusa z przeznaczeniem do wyścigów serii Formuła Junior.

## Historia
Samochód był następcą modelu 61/62. Nadwozie było oparte na ramie rurowej Melkus. Pojazd był napędzany trzycylindrowym silnikiem Wartburg, sprzężonym z czterostopniową skrzynią biegów.
Samochód zadebiutował podczas rundy w Halle-Saale w 1963 roku. Jego kierowcami byli m.in. Hans-Theo Tegeler, Frieder Rädlein, Max Byczkowski i Heinz Melkus. Rädlein wygrał nim wyścig Sachsenringrennen, natomiast Tegeler zdobył tytuł mistrzowski.
Następcą samochodu był Melkus 64. Po wprowadzeniu tego modelu z Melkusa 63 w wyścigach w NRD korzystał tylko Węgier Tibor Széles.

## Wyniki
| Legenda oznaczeń w tabelach wyników Wyświetl szablon na nowej stronie | Legenda oznaczeń w tabelach wyników Wyświetl szablon na nowej stronie                                                                     |
| Oznaczenie                                                            | Wyjaśnienie |
| --------------------------------------------------------------------- | --- |
| Złoty                                                                 | Zwycięzca lub mistrzostwo |
| Srebrny                                                               | 2. miejsce lub wicemistrzostwo |
| Brązowy                                                               | 3. miejsce lub II wicemistrzostwo |
| Zielony                                                               | Ukończył, punktował (w klasyfikacji generalnej, gdy zdobył co najmniej jeden punkt na przestrzeni sezonu, poza trzema powyższymi opcjami) |
| Niebieski                                                             | Ukończył, nie punktował (w klasyfikacji generalnej, gdy nie zdobył co najmniej jednego punktu na przestrzeni sezonu)                      |
| Czerwony                                                              | Nie zakwalifikował się (NZ) |
| Czerwony                                                              | Nie prekwalifikował się (NPK) |
| Różowy                                                                | Nie ukończył (NU) |
| Różowy                                                                | Niesklasyfikowany (NS) (w klasyfikacji generalnej, gdy nie został sklasyfikowany w żadnym wyścigu sezonu)                                 |
| Czarny                                                                | Zdyskwalifikowany (DK) |
| Czarny                                                                | Wykluczony (WYK/EX) |
| Biały                                                                 | Nie wystartował (NW) |
| Biały                                                                 | Kontuzjowany (K/INJ) |
| Biały                                                                 | Wyścig odwołany (OD/C) |
| Bez koloru                                                            | Został wycofany (WYC/WD) |
| Bez koloru                                                            | Nie przybył (NP/DNA) |
| Bez koloru                                                            | Nie brał udziału w treningach (NT/DNP) |
| Bez koloru                                                            | Nie został zgłoszony (–) |
| Pogrubienie                                                           | Start z pole position |
| Kursywa                                                               | Najszybsze okrążenie wyścigu |
| †                                                                     | Nie ukończył, ale jego rezultat został zaliczony ze względu na przejechanie więcej niż 90% dystansu wyścigu.                              |
| *                                                                     | Sezon w trakcie |
| 1/2/3                                                                 | Punktowana pozycja w sprincie kwalifikacyjnym                                                                                             |
| Lista systemów punktacji Formuły 1                                    | |

### Wschodnioniemiecka Formuła 3
W latach 1960–1963 mistrzostwa rozgrywano według przepisów Formuły Junior.
| Sezon | Zespół                 | Silnik   | Kierowcy          | Wyniki w poszczególnych eliminacjach | Wyniki w poszczególnych eliminacjach | Wyniki w poszczególnych eliminacjach | Wyniki w poszczególnych eliminacjach | Wyniki w poszczególnych eliminacjach | Wyniki w poszczególnych eliminacjach | Wyniki kierowców | Wyniki kierowców |
| 1963  |                        |          |                   |                                      |                                      |                                      |                                      |                                      |                                      | Pkt.             | Msc.             |
| ----- | ---------------------- | -------- | ----------------- | ------------------------------------ | ------------------------------------ | ------------------------------------ | ------------------------------------ | ------------------------------------ | ------------------------------------ | ---------------- | ---------------- |
| 1963  | MC Post Dresden        | Wartburg | Heinz Melkus      | NU                                   | NU                                   | 4                                    | 11                                   | NU                                   | 3                                    | 6                | 7                |
| 1963  | MC Post Dresden        | Wartburg | Peter Findeisen   | 4                                    | NU                                   | NU                                   | 10                                   | 6                                    | 9                                    | 7                | 5                |
| 1963  | MC Post Dresden        | Wartburg | Frieder Rädlein   | 5                                    | NU                                   | 2                                    | 8                                    | 1                                    | 8                                    | 13               | 2                |
| 1963  | MC Kraftverkehr Grimma | Wartburg | Max Byczkowski    | NU                                   | NU                                   | 3                                    | 5                                    | 2                                    | 10                                   | 8                | 4                |
| 1963  | MC Plauen              | Wartburg | Hans-Theo Tegeler | 2                                    | 5                                    | 5                                    | 6                                    | 3                                    | 5                                    | 16               | 1                |
| 1963  | Magyar Autóklub        | Wartburg | Tibor Széles      | -                                    | -                                    | -                                    | -                                    | 10                                   | -                                    | 0                | NS               |
| 1964  |                        |          |                   |                                      |                                      |                                      |                                      |                                      |                                      | Pkt.             | Msc.             |
| 1964  | Magyar Autóklub        | Wartburg | Tibor Széles      | -                                    | -                                    | -                                    | -                                    | 11                                   | 6                                    | 0                | NS               |
| 1965  |                        |          |                   |                                      |                                      |                                      |                                      |                                      |                                      | Pkt.             | Msc.             |
| 1965  | Magyar Autóklub        | Wartburg | Tibor Széles      | 13                                   | -                                    | 21                                   | -                                    | 7                                    | -                                    | 0                | NS               |
| 1966  |                        |          |                   |                                      |                                      |                                      |                                      |                                      |                                      | Pkt.             | Msc.             |
| 1966  | Magyar Autóklub        | Wartburg | Tibor Széles      | -                                    | -                                    | -                                    | -                                    | 10                                   | -                                    | 0                | NS               |
| 1967  |                        |          |                   |                                      |                                      |                                      |                                      |                                      |                                      | Pkt.             | Msc.             |
| 1967  | Magyar Autóklub        | Wartburg | Tibor Széles      | -                                    | -                                    | -                                    | -                                    | -                                    | NU                                   | 0                | NS               |

### Sowiecka Formuła 3
| Sezon | Zespół                     | Silnik   | Kierowcy            | Wyniki w poszczególnych eliminacjach | Wyniki w poszczególnych eliminacjach | Wyniki w poszczególnych eliminacjach | Wyniki w poszczególnych eliminacjach | Wyniki kierowców | Wyniki kierowców |
| 1964  |                            |          |                     |                                      |                                      |                                      |                                      | Pkt.             | Msc.             |
| ----- | -------------------------- | -------- | ------------------- | ------------------------------------ | ------------------------------------ | ------------------------------------ | ------------------------------------ | ---------------- | ---------------- |
| 1964  | Spartak Moskwa             | Wartburg | Władimir Ptuszkin   | 1                                    | 1                                    |                                      |                                      | 22               | 1                |
| 1964  | Spartak Moskwa             | Wartburg | Rudolf Goldin       | 6                                    | ?                                    |                                      |                                      | ?                | ?                |
| 1964  | Spartak Moskwa             | Wartburg | Jurij Andriejew     | NU                                   | ?                                    |                                      |                                      | ?                | ?                |
| 1964  | Sowieckaja Armia Leningrad | Wartburg | Walerij Szachwerdow | 2                                    | ?                                    |                                      |                                      | ?                | 4                |
| 1964  | DOSAAF Moskwa              | Wartburg | Wiktor Łapin        | 3                                    | ?                                    |                                      |                                      | ?                | 3                |
| 1964  | DOSAAF Võru                | Wartburg | Jaan Küünemäe       | NS                                   | NU                                   |                                      |                                      | 0                | NS               |
| 1965  |                            |          |                     |                                      |                                      |                                      |                                      | Pkt.             | Msc.             |
| 1965  | DOSAAF Võru                | Wartburg | Jaan Küünemäe       | 5                                    | ?                                    |                                      |                                      | ?                | 9                |
| 1965  | Sowieckaja Armia Moskwa    | Wartburg | Nikołaj Klimanow    | ?                                    | 6                                    |                                      |                                      | ?                | ?                |
| 1966  |                            |          |                     |                                      |                                      |                                      |                                      | Pkt.             | Msc.             |
| 1966  | DOSAAF Võru                | Wartburg | Jaan Küünemäe       | 4                                    | 3                                    | -                                    | -                                    | ?                | ?                |
| 1967  |                            |          |                     |                                      |                                      |                                      |                                      | Pkt.             | Msc.             |
| 1967  | Spartak Moskwa             | Wartburg | Jurij Sidorow       | NU                                   | ?                                    | ?                                    | ?                                    | ?                | ?                |
| 1967  | DOSAAF Erywań              | Wartburg | Albert Pogosian     | NU                                   | ?                                    | ?                                    | ?                                    | ?                | ?                |